# Ozarba bipars
Ozarba bipars là một loài bướm đêm trong họ Noctuidae.